# Rudolf Heydel

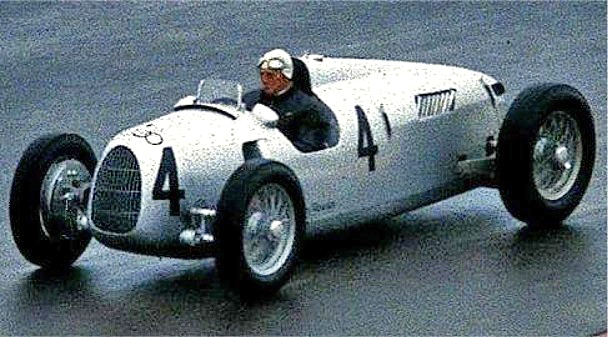
Ein Auto Union Typ C ähnlich dem Unfallwagen.

Die Piste von Monza in ihrer 1936 befahrenen Variante.

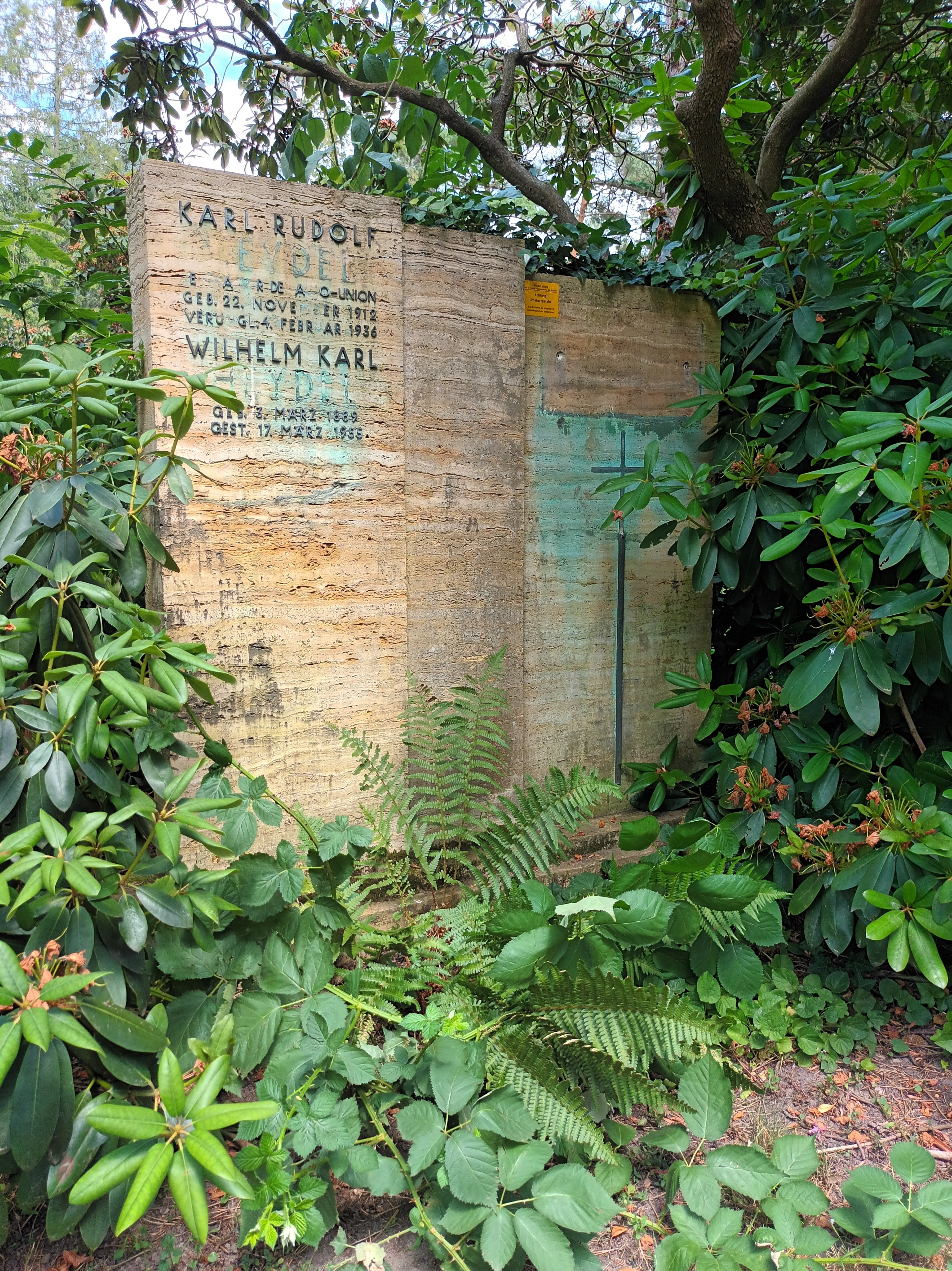
Grabstätte Rudolf Heydel

Karl Rudolf Heydel (* 22. November 1912 in Leipzig; † 4. Februar 1936 in Monza, Italien) war ein deutscher Automobilrennfahrer.

## Karriere
Heydel trat 1930 in die zur Auto Union AG gehörenden Zwickauer Horch-Werke ein und arbeitete dort in der Versuchsabteilung als Testfahrer. 1934 wechselte er als Volontär in die Auto-Union-Rennabteilung, wo er Protegé des Werksfahrers und Bergkönigs Hans Stuck war. Im November 1935 wurde Heydel bei den jährlich auf der Nordschleife des Nürburgrings stattfindenden Sichtungslehrgängen der Auto-Union-Rennabteilung von Rennleiter Karl Otto Feuereissen zusammen mit Ernst von Delius und Rudolf Hasse ausgewählt, das Unternehmen 1936 neben den etatmäßigen Werksfahrern Bernd Rosemeyer und Hans Stuck in der Grand-Prix-Europameisterschaft zu vertreten. Heydel erreichte bei diesem Lehrgang die schnellste Rundenzeit aller angetretenen Fahrer.
Im Februar 1936 standen für die drei neuen Piloten Testfahrten auf der knapp sieben Kilometer langen Hochgeschwindigkeitsbahn im italienischen Monza auf dem Programm. Am Morgen des 4. Februar fuhr Stuck einen Typ C warm. Heydel übernahm den Wagen und startete seine erste Fahrt. In seiner dritten Runde verlor der unerfahrene Pilot auf der Anfahrt der Curva del Vialone, eingangs der heutigen Variante Ascari, die Kontrolle über seinen Wagen und prallte in die Streckenbegrenzung. Möglicherweise war er dabei von der Sonne geblendet worden. Durch den Aufprall trat Kraftstoff aus, der sich sofort entzündete und das Fahrzeug in Flammen setzte. Heydel war auf der Stelle tot.
In einer zeitgenössischen Pressemeldung wird angegeben, dass Heydel trotz Stucks ausdrücklicher Anweisung zu „langsamem, vorsichtigem Fahren […] zu draufgängerisch […] mit zu großer Geschwindigkeit“ in die Kurve eingebogen sei. Sein Grab befindet sich auf dem Leipziger Südfriedhof in der XX. Abteilung.

## Verweise